# Источни фронт (Први светски рат)
Источни фронт је био ратиште током Првог светског рата у централној и пре свега источној Европи. Термин је настао као контраст на Западни фронт у Првом светском рату. Упркос томе што су географски били одвојени, догађања су на оба ратишта су била повезана. У Русији је рат називан Други отаџбински рат.

## Ратиште
Фронт на истоку је био дужи него на западу. Ратиште је било ограничено Балтичким морем на западу и Минском на истоку, Санкт Петербургом на северу и Црним морем на југу. Дужина је била већа од 1600 km. Ово је имало значајне ефекте на начин ратовања. Док се на западу водио рововски рат, линија фронта на истоку се много више и лакше мењала тако да до ровови нису могли да се развију. Услед дужине фронта, густина војника на линији је била релативно мала па је било релативно лако да се фронт пробије.

## 1914.
Избијањем рата, цар Николај II именовао је свог стрица, великог кнеза Николаја Николајевича као команданта Руске царске војске. Мобилизацијом, Руска армија је попунила 115 пешадијских и 38 коњичких дивизија са скоро 7900 артиљеријских оруђа. Дивизија су постављене на следећи начин: 32 пешадијске и 10,5 коњичких дивизија наспрам Немачке, 46 пешадијских и 18,5 коњичких према Аустроугарској, 19,5 пешадијских и 5,5 коњичких дивизија за одбрану Балтика и Црног мора, а 17 пешадијских и 3,5 коњичке требало је да се транспортују из Сибира и Туркестана.
Рат на истоку започео је руском инвазијом Источне Пруске и Аустроугарске провинције Галиције. Први покушаји су се брзо претворили у пораз у бици код Таненберга у августу 1914. године. Друга експедиција на Галицију је била много успешнија тако да је Русија држала целу Галицију до краја 1914. године. Под командом Николаја Иванова и Алексеја Брусилова, Руси су добили битку у Галицији у септембру и започели су опсаду Пшемисла, следеће тврђаве на путу према Кракову.
Почетни руски успех у 1914. на Аустро-руској граници је био разлог за забринутост Централних сила и пребацивање значајнијих немачких снага на исток како би се притисак на Аустроугарску војску смањио. Створена је 11. немачка армија, а до краја 1914. главни фокус ратних дејстава је са руске Пољске пребачен западно на реку Вислу. У октобру је уследила битка на реци Висли, а у новембру битка код Лођа којом су Немци мало узнапредовали, али су успели да задрже Русе на сигурној дистанци.

## 1915.
У 1915. години немачка команда одлучила је да уради много више на источном фронту, и према томе су пребацили значајне војне снаге тамо. Да би елиминисали руску претњу, централне силе су започеле кампању 1915. године са успехом у Горлице-Тарнов офанзиви у Галицији у мају 1915. године. Након Друге битке на Мазурским језерима, немачке и аустроугарске снаге наступале су под заједничком командом. Офанзива се ускоро претворила у велико напредовање и стратешко предавање руских армија. Разлози за неуспех руске армије налазио се у недостатку војне опреме, углавном артиљерије и муниције. У 1916. години руска војна индустрија је повећала производњу што је поправило снабдевање.
Средином 1915. Руси су били одбачени из руске Пољске и одгурнути више стотина километара од границе са Централним силама, чиме је отклоњена претња по Немачку и Аустроугарску. Крајем 1915. године немачко-аустроугарско напредовање је било заустављено на линији Рига-Јекабпилс-Двинск-Барановичи-Пинск-Дубно-Тернопил. Ова линија није доживела веће промене до колапса Русије 1917. године.

## 1916.
До јуна 1916. године било је 140 руских наспрам 105 аустро-немачких пешадијских дивизија и 40 руских наспрам 22 аустро-немачке коњичке дивизије. Мобилизација индустрије и повећање увоза омогућавало је руској армији да крене у офанзиву. Велика офанзива на југозападном фронту под командом генерала Алексеја Брусилова (Брусиловљева офанзива) започела је у јуну. Напад, на фронту који је држала аустроугарска војска, је започео спектакуларним успехом. Руска војска напредовала је 70 km, заробивши неколико стотина хиљада заробљеника и неколико стотина артиљеријских оруђа. Међутим, долазак појачања са запада, пораз Румуније, неуспех савезника на западном фронту, довело је до прекида у руском напредовању у септембру.
Дана 14. августа 1916, Румунија је ушла у рат на страни савезника и имала је успешну офанзиву до септембра 1916. Након што су почели да трпе велике губитке од немачко-аустроугарско-бугарско-отоманских снага, слабо наоружана румунска армија без значајни подршке савезника није успела да одржи линије фронта које су се убрзо распале, а Румунија је брзо била заузета.

## 1917—1918.
У 1917, руска економија је доживела колапс под ратним притиском. Док је ратни материјал био побољшан, недостатак хране у великим градовима довео је до грађанских немира, који су довели до абдикације Цара и Фебруарске револуције. Велики ратни губици су такође довели до пада морала, који је дао могућност бољшевичким агитаторима и новој либералној политици Руске привремене владе према армијама (аболиција смртне пресуде и организовање војних комитета). Последња офанзива коју је спровела руска војска је била кратка и неуспешна Офанзива Керенског у јулу 1917. године.
Дана 29. новембра 1917. године, комунистички Бољшевици преузели су власт под вођством Владимира Лењина. Лењинова нова бољшевичка влада покушала је да оконча рат, али су Немци тражили огромну надокнаду. Коначно, у марту 1918. године, споразумом у Брест-Литовску источни фронт више није био ратна зона. Постигнутим миром, бољшевици су могли да се окрену грађанском рату у циљу преузимања потпуне власти, што је омогућило настајање Финске, Естоније, Литваније, Летоније и Украјине.
Немци су сада имали могућност да пребаце велики број дивизија на запад и покрену офанзиву у Француској 1918. године. Међутим, долазак америчке војске у Европу омогућио је савезницима да задрже продирање Немачке. И после колапса Русије, око милион немачких војника остало је на источном фронту до краја рата. На крају, Немачка и Аустроугарска изгубиле су новозаузете територије након капитулације крајем 1918. године.

## Жртве
Број руских жртава у Првом светском рату је веома тешко да се одреде услед непостојања квалитетне статистике. Неки руски извори говоре о 775.400 страдалих у борбама, а новије процене говоре о 900.000 страдалих и 400.000 умрлих услед рана. Ово је отприлике једнако броју жртава које су претрпеле Француска и Аустроугарска или за око трећину мање од броја немачких жртава.
Када се Русија повукла из рата, око 3,9 милиона руских војника налазило се у заробљеништву. Ово је далеко више од свих осталих војски у Првом светском рату. Само је Аустроугарска, са 2,2 милиона била релативно близу.